# Кирил Янчулев
Кирил Янчулев (болг. Кирил Димитров Янчулев; нар. 19 лютого 1896, Прилеп — пом. квітень 1961, Софія) — болгарський офіцер, генерал-майор. Короткий термін був начальником штабу Болгарської армії (6 вересня 1944 — 13 вересня 1944).

## Біографія
Народився 19 лютого 1896 в місті Варош. Його батько — видатний болгарський просвітницький та церковний діяч Димитар Янчулев, а мати — Євгенія Янчулева — вчителька.
Навчався у Солунській болгарській чоловічій гімназії. 12 березня 1916 закінчив Військове училище в Софії, яке закінчив в званні лейтенанта.
Брав участь у Першій світовій війні як офіцер в 6-му Македонському полку та в 11-й піхотній Македонській дивізії. 14 жовтня 1917 отримав звання старшого лейтенанта.
З 30 січня 1923 — капітан.
1928–1929 — читав лекції з військової історії у Військовому училищі в Софії, пізніше призначений командиром роти в Піхотне училище в Тирново.
15 травня 1930 отримав звання майора, а 26 серпня 1934 — підполковника.
1931 опублікував книгу «Російсько-турецька війна 1877—1878». 1934-1939 був військовим аташе у Парижі (1934) та Лондоні.
3 жовтня 1938 отримав чин полковника і того ж року призначений начальником Військової академії імені Раковського.
16 березня 1942 працював помічником начальника штабу армії, а з 6 травня 1943 перебуває у званні генерал-майора.
Звільнений з армії 13 вересня 1944.
Помер у квітні 1961 в Софії.

## Військові звання
- Лейтенант (14 жовтня 1917)
- Капітан (30 січня 1923)
- Майор (15 травня 1930)
- Підполковник (26 серпня 1934)
- Полковник (3 жовтня 1938)
- Генерал-майор (6 травня 1943)